# Mittelstraße 8 (Domnitz)

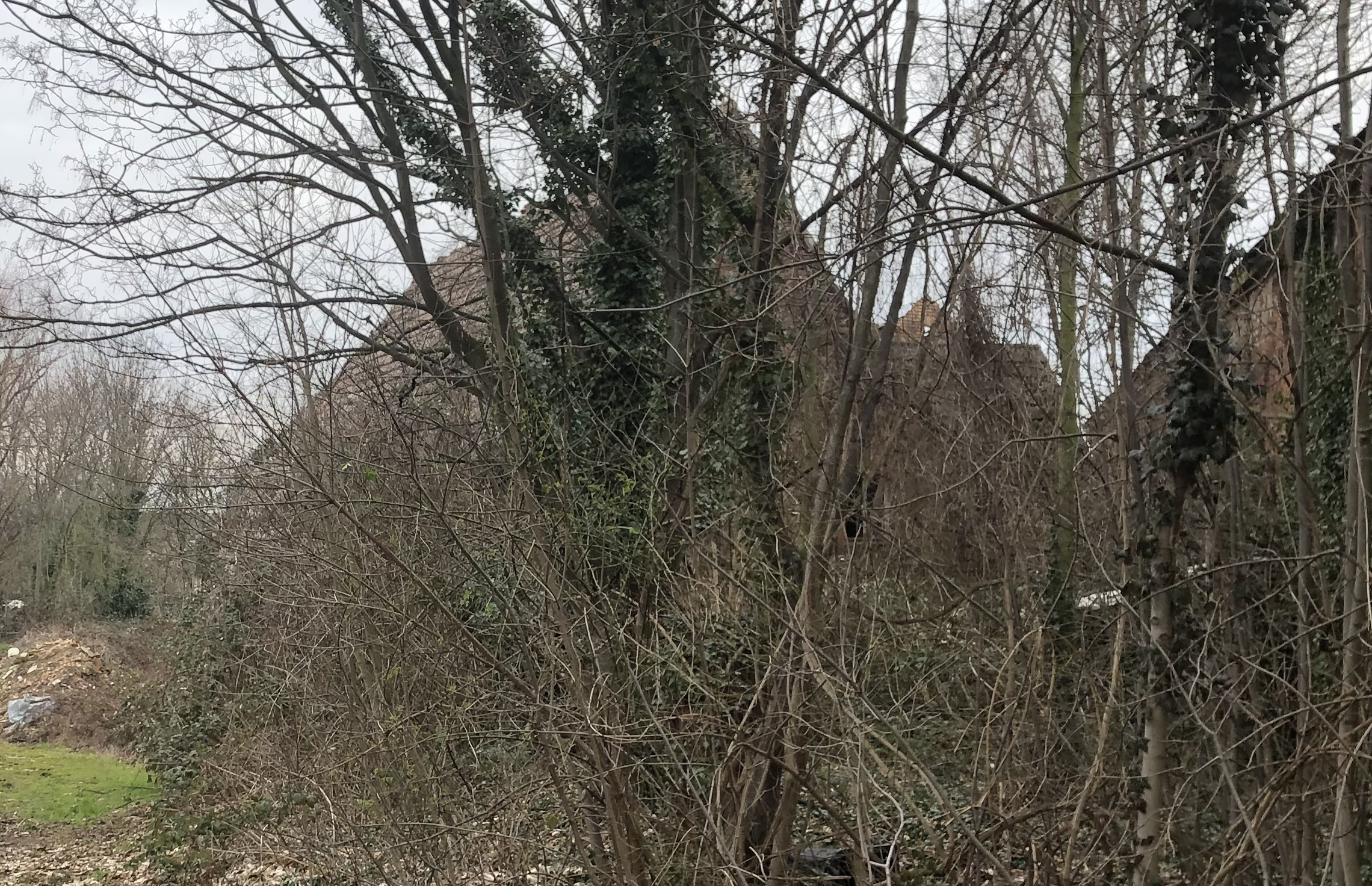
Mittelstraße 8 im Jahr 2023, Blick von Südosten

Mittelstraße 8 ist ein denkmalgeschütztes Wohnhaus im Ortsteil Domnitz in der Stadt Wettin-Löbejün in Sachsen-Anhalt.
Das Gebäude befindet sich im Ortskern des Dorfes, deutlich zurückgesetzt nördlich der Mittelstraße. Nördlich und nordöstlich des Hauses erstreckt sich der große ehemalige Klosterhof Dalenaer Straße 8.
Der schlicht gestaltete zweigeschossige Bau entstand in der Zeit um das Jahr 1800. Bedeckt ist das verputzte Haus von einem steil ausgeführten Satteldach.
Im Denkmalverzeichnis des Landes Sachsen-Anhalt ist das Wohnhaus unter der Erfassungsnummer 094 55119 als Baudenkmal verzeichnet.